# Caine Prize for African Writing
Der Caine Prize for African Writing ist eine jährliche Auszeichnung für die beste englischsprachige Kurzgeschichte eines afrikanischen Autors. Die Preissumme beträgt 10.000 britische Pfund.
Gegründet wurde der Literaturpreis im Vereinigten Königreich im Jahr 2000. Er wurde in Erinnerung an den langjährigen Präsidenten der Booker Company, Sir Michael Harris Caine, gestiftet. Wegen seiner Nähe zum Booker Prize wird der Caine Prize auch manchmal der African Booker genannt.

## Preisträger
| Jahr | Autor                                | Kurzgeschichte                              | Staat     |
| ---- | ------------------------------------ | ------------------------------------------- | --------- |
| 2000 | Leila Aboulela                       | The Museum                                  | Sudan     |
| 2001 | Helon Habila                         | Love Poems                                  | Nigeria   |
| 2002 | Binyavanga Wainaina                  | Discovering Home                            | Kenia     |
| 2003 | Yvonne Adhiambo Owuor                | Weight of Whispers                          | Kenia     |
| 2004 | Brian Chikwava                       | Seventh Street Alchemy                      | Simbabwe  |
| 2005 | S. A. Afolabi                        | Monday Morning                              | Nigeria   |
| 2006 | Mary Watson                          | Jungfrau                                    | Südafrika |
| 2007 | Monica Arac de Nyeko                 | Jambula Tree                                | Uganda    |
| 2008 | Henrietta Rose-Innes                 | Poison                                      | Südafrika |
| 2009 | E. C. Osondu                         | Waiting                                     | Nigeria   |
| 2010 | Olufemi Terry                        | Stickfighting Days                          | Wales     |
| 2011 | NoViolet Bulawayo                    | Hitting Budapest                            | Simbabwe  |
| 2012 | Rotimi Babatunde                     | Bombay's Republic                           | Nigeria   |
| 2013 | Tope Folarin                         | Miracle                                     | Nigeria   |
| 2014 | Okwiri Oduor                         | My Father’s Head                            | Kenia     |
| 2015 | Namwali Serpell                      | The Sack                                    | Sambia    |
| 2016 | Lidudumalingani Mqombothi            | Memories We Lost                            | Südafrika |
| 2017 | Bushra al-Fadil                      | The Story of the Girl Whose Birds Flew Away | Sudan     |
| 2018 | Makena Onjerika                      | Fanta Blackcurrant                          | Kenia     |
| 2019 | Lesley Nneka Arimah                  | Skinned                                     | Nigeria   |
| 2020 | Irenosen Okojie                      | Grace Jones                                 | Nigeria   |
| 2021 | Meron Hadero                         | The Street Sweep                            | Äthiopien |
| 2022 | Idza Luhumyo                         | Five Years Next Sunday                      | Kenia     |
| 2023 | Mame Bougouma Diene und Woppa Diallo | A Soul of Small Spaces                      | Senegal   |

## Notizen
1. ↑  Übers. Marion Matheis: Die Stockkämpfer, in Snapshots - Schnappschüsse. Anthologie. Düsseldorf University Press DUP, 2017, S. 156–197 (zweisprachig engl.-dt.)
2. ↑  Übers. Sophia Ring: Der Kopf meines Vaters, in Snapshots - Schnappschüsse. Anthologie. Düsseldorf University Press DUP, 2017, S. 104–129 (zweisprachig engl.-dt.)
3. ↑  Übers. Larissa Jolitz: Der Sack, in Snapshots - Schnappschüsse. Anthologie. Düsseldorf University Press DUP, 2017, S. 130–155 (zweisprachig engl.-dt.)